# Свјетско друмско првенство UCI 2017 — Вожња на хронометар за мушкарце
Вожња на хронометар за мушкарце на Свјетском друмском првенству 2017. одржано је 20. септембра, у Бергену, Норвешка. То је било 24 издање трке на хронометар за мушкарце у оквиру Свјетског друмског првенства.
Рута је промијењена и за разлику од претходних година, хронометар се завршавао успоном дугим 3,4 km. Свјетска бициклистичка унија UCI дозволила је промјену бицикла пред успон, тако да су сви могли да возе друмски бицикл на успону, што је давало предност брдашима над класичним хронометрашима, као што је четвороструки свјетски шампион — Тони Мартин, који је изразио незадовољство рутом.
Том Димулен је потпуно доминирао, био је најбржи на свим пролазним циљевима, осим на првом, није мијењао бицикл и освојио је злато 57 секунди испред Приможа Роглича, док је бронзу освојио Крис Фрум, минут и 21 секунду иза Димулена, седам секунди испред Нелсона Оливеире.

## Квалификације
Водеће државе у UCI ранкингу на дан 15. август 2017, могу да на Свјетско друмско првенство у вожњи на хронометар поведу два возача, уз додатна мјеста за актуелног свјетског, олимпијског и континенталне шампионе.
| Првенство                   | Возач                           | Напомена         |
| --------------------------- | ------------------------------- | ---------------- |
| Актуелни свјетски шампион   | Тони Мартин (GER)               | Учествовали су   |
| Афрички шампион             | Мером Тешоме (ERI)              | Учествовали су   |
| Европски шампион            | Виктор Кампенартс (BEL)         | Учествовали су   |
| Шампион Азије               | Дмитриј Груздев (KAZ)           | Учествовали су   |
| Шампион Океаније            | Шон Лејк (AUS)                  | Нису учествовали |
| Шампион Пан-Америке         | Хосе Луис Родригез Агилар (CHI) | Нису учествовали |
| Актуелни олимпијски шампион | Фабијан Канчелара (SUI)         | Нису учествовали |

### Државе учеснице
65 бициклиста из 41 државе учествовало је у вожњи на хронометар; бициклиста Гвајане није стартовао. Државе учеснице:
- Албанија (2)
- Аргентина (1)
- Аустралија (1)
- Аустрија (2)
- Азербејџан (1)
- Белгија (3)
- Белорусија (1)
- Гвајана (1) (није стартовао)
- Данска (2)
- Еритреја (1)
- Италија (1)
- Ирска (1)
- Јужна Африка (1)
- Канада (2)
- Казахстан (3)
- Колумбија (1)
- Литванија (1)
- Луксембург (1)
- Мексико (1)
- Немачка (3)
- Нови Зеланд (1)
- Норвешка (2)
- Пакистан (2)
- Пољска (2)
- Португалија (2)
- Руанда (1)
- Румунија (1)
- Русија (2)
- Сингапур (2)
- Сирија (2)
- Сједињене Америчке Државе (2)
- Словенија (2)
- Уједињено Краљевство (2)
- Украјина (2)
- Француска (1)
- Холандија (2)
- Хонгконг (1)
- Чешка (1)
- Швајцарска (2)
- Шведска (1)
- Шпанија (2)

### Листа квалификованих возача
Стартна листа:
| Стартни број | Возач                | Држава                    | Вријеме старта |
| ------------ | -------------------- | ------------------------- | -------------- |
| 65           | Алексеј Луценко      | Казахстан                 | 13 ч 5 м 00 с  |
| 64           | Јаша Ситерлин        | Немачка                   | 13 ч 06 м 30   |
| 63           | Ахмад Вајс           | Сирија                    | 13 ч 08 м 00 с |
| 62           | Аваис Кан            | Пакистан                  | 13 ч 9 м 30 с  |
| 61           | Габријел Тан         | Сингапур                  | 13 ч 11 м 00 с |
| 60           | Еугерт Жупа          | Албанија                  | 13 ч 12 м 30 с |
| 59           | Роб Бритон           | Канада                    | 13 ч 14 м 00 с |
| 58           | Рикардо Цојдл        | Аустрија                  | 13 ч 15 м 30 с |
| 57           | Ласе Норман Хансен   | Данска                    | 13 ч 17 м 00 с |
| 56           | Костантин Рибарук    | Украјина                  | 13 ч 18 м 30 с |
| 55           | Лауренс де Плус      | Белгија                   | 13 ч 20 м 00 с |
| 54           | Андреас Вангстад     | Норвешка                  | 13 ч 50 м 00 с |
| 53           | Руи Коста            | Португалија               | 13 ч 51 м 30 с |
| 52           | Рето Холенштајн      | Швајцарска                | 13 ч 53 м 00 с |
| 51           | Џои Роскоф           | Сједињене Америчке Државе | 13 ч 54 м 30 с |
| 50           | Александер Евтушенко | Русија                    | 13 ч 56 м 00 с |
| 49           | Матеуш Таћјак        | Пољска                    | 13 ч 57 м 30 с |
| 48           | Јан Тратник          | Словенија                 | 13 ч 59 м 00 с |
| 47           | Горка Изагире        | Шпанија                   | 14 ч 00 м 30 с |
| 46           | Тео Гејган Харт      | Уједињено Краљевство      | 14 ч 02 м 00 с |
| 45           | Жандос Бижигитов     | Казахстан                 | 14 ч 03 м 30 с |
| 44           | Никијас Арнт         | Немачка                   | 14 ч 05 м 00 с |
| 43           | Назир Јасер          | Сирија                    | 14 ч 35 м 00 с |
| 42           | Арсалан Анјум        | Пакистан                  | 14 ч 36 м 30 с |
| 41           | Тео Ји Пенг          | Сингапур                  | 14 ч 38 м 00 с |
| 40           | Џермејн Баровс       | Гвајана                   | 14 ч 39 м 30 с |
| 39           | Ури Мартинс          | Мексико                   | 14 ч 41 м 00 с |
| 38           | Реди Халилај         | Албанија                  | 14 ч 42 м 30 с |
| 37           | Џонг Ђинг Лок        | Хонгконг                  | 14 ч 44 м 00 с |
| 36           | Елхин Асадов         | Азербејџан                | 14 ч 45 м 30 с |
| 35           | Валенс Ндајисенга    | Руанда                    | 14 ч 47 м 00 с |
| 34           | Ив Лампар            | Белгија                   | 14 ч 48 м 30 с |
| 33           | Игнатас Коноваловас  | Литванија                 | 14 ч 50 м 00 с |
| 32           | Сергеј Тветков       | Румунија                  | 15 ч 20 м 00 с |
| 31           | Едуардо Сепулведа    | Аргентина                 | 15 ч 21 м 30 с |
| 30           | Мером Тешоме         | Еритреја                  | 15 ч 23 м 00 с |
| 29           | Хемиш Бонд           | Нови Зеланд               | 15 ч 24 м 30 с |
| 28           | Иго Ул               | Канада                    | 15 ч 26 м 00 с |
| 27           | Вили Смит            | Јужна Африка              | 15 ч 27 м 30 с |
| 26           | Лукас Пештлбергер    | Аустрија                  | 15 ч 29 м 00 с |
| 25           | Мартин Тофт Мадсен   | Данска                    | 15 ч 30 м 30 с |
| 24           | Андриј Гривко        | Украјина                  | 15 ч 32 м 00 с |
| 23           | Вилко Келдерман      | Холандија                 | 15 ч 33 м 30 с |
| 22           | Харлинсон Пантано    | Колумбија                 | 15 ч 35 м 00 с |
| 21           | Николас Роуч         | Ирска                     | 16 ч 05 м 00 с |
| 20           | Дмитриј Груздев      | Казахстан                 | 16 ч 06 м 30 с |
| 19           | Јан Барта            | Чешка                     | 16 ч 08 м 00 с |
| 18           | Едвалд Босон Хаген   | Норвешка                  | 16 ч 09 м 30 с |
| 17           | Виктор Кампенартс    | Белгија                   | 16 ч 11 м 00 с |
| 16           | Нелсон Оливеира      | Португалија               | 16 ч 12 м 30 с |
| 15           | Алексис Гужар        | Француска                 | 16 ч 14 м 00 с |
| 14           | Ђани Москон          | Италија                   | 16 ч 15 м 30 с |
| 13           | Тобијас Лудвигсон    | Шведска                   | 16 ч 17 м 00 с |
| 12           | Стефан Кинг          | Швајцарска                | 16 ч 18 м 30 с |
| 11           | Васил Кирјенка       | Белорусија                | 16 ч 20 м 00 с |
| 10           | Тиџеј ван Гардерен   | Сједињене Америчке Државе | 16 ч 50 м 00 с |
| 9            | Илнур Закарин        | Русија                    | 16 ч 51 м 30 с |
| 8            | Боб Јунгелс          | Луксембург                | 16 ч 53 м 00 с |
| 7            | Маћеј Боднар         | Пољска                    | 16 ч 54 м 30 с |
| 6            | Примож Роглич        | Словенија                 | 16 ч 56 м 00 с |
| 5            | Роан Денис           | Аустралија                | 16 ч 57 м 30 с |
| 4            | Хонатан Кастровијехо | Шпанија                   | 16 ч 59 м 00 с |
| 3            | Крис Фрум            | Уједињено Краљевство      | 17 ч 00 м 30 с |
| 2            | Том Димулен          | Холандија                 | 17 ч 02 м 00 с |
| 1            | Тони Мартин          | Немачка                   | 17 ч 03 м 30 с |

## Преглед трке
Током првог дијела првенства било је ведро вријеме, а киша је почела да пада када је последњи дио возача кренуо да вози. Казахстанац Алексеј Луценко стартовао је први. Словенац Јан Тратник је поставио вријеме од 46:24, и био је лидер дуго, док Вилко Келдерман није поставио вријеме од 46:15. Келдерман се одлучио на промјену бицикла пред успон. Нелсон Оливеира је такође промјенио бицикл и поставио је најбоље вријеме.
Двојац тима Скај, Васил Кирјенка — шампион из 2015. и Ђани Москон имали су готово идентично вријеме током цијеле руте и обојица су завршила са мање од секунде иза Оливеире, након што су обојица одлучили да не промијене бицикл. Француз Алексис Гужар је имао добра времена на пролазним циљевима, али му је након промјене бицикла, на успону спао ланац, због чега није завршио у првих десет.
Словенас Примож Роглич био је три секунде бржи од Димулена на првом пролазном циљу, наком четири километра, али је на осталим пролазним циљевима Димулен имао боље вријеме. Актуелни свјетски шампион Тони Мартин је стартовао последњи; на пролазном циљу након 19 km имао је друго најбоље вријеме, иза Тома Димулена, али је на успону губио вријеме и завршио је на деветом мјесту.
Британац Крис Фрум је био десети на другом и трећем пролазном циљу, а седми пред почетак успона, 51 секунду иза Димулена, али је на успону поправио вријеме и завршио је на трећем мјесту. Роан Денис је заостајао неколико секунди иза Димулена на пролазном циљу, али је пао када су се погоршали временски услови. На крају, Димулен је побиједио 58 секунди испред Роглича и минут и 21 секунду испред Фрума.

## Резултати
Реултати трке:
| Позиција | Возач                | Вријеме      |
| -------- | -------------------- | ------------ |
| 1        | Том Димулен          | 44' 41.00"   |
| 2        | Примож Роглич        | + 57.79"     |
| 3        | Крис Фрум            | + 1' 21.25"  |
| 4        | Нелсон Оливеира      | + 1' 28.52"  |
| 5        | Васил Кирјенка       | + 1' 28.75"  |
| 6        | Ђани Москон          | + 1' 29.49"  |
| 7        | Вилко Келдерман      | + 1' 34.33"  |
| 8        | Роан Денис           | + 1' 37.39"  |
| 9        | Тони Мартин          | + 1' 39.88"  |
| 10       | Јан Тратник          | + 1' 43.45"  |
| 11       | Боб Јунгелс          | + 1' 49.46"  |
| 12       | Николас Роуч         | + 1' 53.54"  |
| 13       | Алексис Гужар        | + 1' 53.97"  |
| 14       | Хонатан Кастровијехо | + 2' 01.39"  |
| 15       | Илнур Закарин        | + 2' 04.44"  |
| 16       | Виктор Кампенартс    | + 2' 08.55"  |
| 17       | Едвалд Босон Хаген   | + 2' 11.20"  |
| 18       | Андриј Гривко        | + 2' 15.13"  |
| 19       | Никијас Арнт         | + 2' 16.05"  |
| 20       | Игнатас Коноваловас  | + 2' 21.15"  |
| 21       | Мартин Тофт Мадсен   | + 2' 33.01"  |
| 22       | Лауренс де Плус      | + 2' 35.08"  |
| 23       | Ив Лампар            | + 2' 35.09"  |
| 24       | Јан Барта            | + 2' 39.18"  |
| 25       | Стефан Кинг          | + 2' 45.53"  |
| 26       | Тиџеј ван Гардерен   | + 2' 47.54"  |
| 27       | Горка Изагире        | + 2' 48.78"  |
| 28       | Алексеј Луценко      | + 3' 04.60"  |
| 29       | Иго Ул               | + 3' 06.61"  |
| 30       | Александер Евтушенко | + 3' 06.94"  |
| 31       | Андреас Вангстад     | + 3' 09.38"  |
| 32       | Тобијас Лудвигсон    | + 3' 09.58"  |
| 33       | Руи Коста            | + 3' 10.54"  |
| 34       | Ласе Норман Хансен   | + 3' 21.23"  |
| 35       | Јаша Ситерлин        | + 3' 28.07"  |
| 36       | Матеуш Таћјак        | + 3' 28.87"  |
| 37       | Едуардо Сепулведа    | + 3' 31.52"  |
| 38       | Дмитриј Груздев      | + 3' 33.31"  |
| 39       | Хемиш Бонд           | + 3' 33.92"  |
| 40       | Рето Холенштајн      | + 3' 34.04"  |
| 41       | Џои Роскоф           | + 3' 47.20"  |
| 42       | Сергеј Тветков       | + 3' 49.48"  |
| 43       | Тео Гејган Харт      | + 3' 50.67   |
| 44       | Жандос Бижигитов     | + 4' 01.37"  |
| 45       | Харлинсон Пантано    | + 4' 10.63"  |
| 46       | Лукас Пештлбергер    | + 4' 14.41"  |
| 47       | Рикардо Цојдл        | + 4' 46.43"  |
| 48       | Роб Бритон           | + 4' 57.29"  |
| 49       | Вили Смит            | + 5' 27.33"  |
| 50       | Маћеј Боднар         | + 6' 02.24"  |
| 51       | Реди Халилај         | + 6' 03.03"  |
| 52       | Валенс Ндајисенга    | + 6' 05.86"  |
| 53       | Костантин Рибарук    | + 7' 35.60"  |
| 54       | Џонг Ђинг Лок        | + 8' 14.25"  |
| 55       | Ури Мартинс          | + 8' 22.59"  |
| 56       | Назир Јасер          | + 8' 34.66"  |
| 57       | Елхин Асадов         | + 9' 00.48"  |
| 58       | Еугерт Жупа          | + 9' 15.43"  |
| 59       | Мером Тешоме         | + 9' 49.40"  |
| 60       | Ахмад Вајс           | + 10' 57.98" |
| 61       | Арсалан Анјум        | + 11' 47.78" |
| 62       | Габријел Тан         | + 12' 46.53" |
| 63       | Аваис Кан            | + 12' 51.92" |
| 64       | Тео Ји Пенг          | + 13' 00.32" |
|          | Џермејн Баровс       | DNS          |

### Времена на пролазним мјерењима
Пролазна мјерења била су на 3,2 km, 11.5 km, 16.1 km, 19.4 km и 27,6 km.
Резултати:
| Позиција | Возач                | Вријеме   |
| -------- | -------------------- | --------- |
| 1.       | Примож Роглич        | 4' 49.01" |
| 2.       | Ив Лампар            | + 0.19"   |
| 3.       | Том Димулен          | + 02.79"  |
| 4.       | Илнур Закарин        | + 03.12"  |
| 5.       | Алексис Гужар        | + 04.67"  |
| 6.       | Александер Евтушенко | + 05.13"  |
| 7.       | Ђани Москон          | + 06.85   |
| 8.       | Васил Кирјенка       | + 08.19"  |
| 9.       | Тони Мартин          | + 08.20"  |
| 10.      | Тобијас Лудвигсон    | + 09.34"  |

| Позиција | Возач            | Вријеме    |
| -------- | ---------------- | ---------- |
| 1.       | Том Димулен ()   | 14' 22.26" |
| 2.       | Роан Денис ()    | + 10.33"   |
| 3.       | Ђани Москон ()   | + 11.62"   |
| 4.       | Алексис Гужар () | + 16.16"   |
| 5.       | Тони Мартин ()   | + 18.09"   |
| 6.       | Примож Роглич () | + 19.83"   |
| 7.       | Ив Лампар ()     | + 20.88"   |
| 8.       | Васил Кирјенка   | + 22.38"   |
| 9.       | Илнур Закарин () | + 22.66"   |
| 10.      | Крис Фрум ()     | + 23.99"   |

| Позиција | Возач             | Вријеме    |
| -------- | ----------------- | ---------- |
| 1.       | Том Димулен       | 19' 56.13" |
| 2.       | Роан Денис        | + 09.75"   |
| 3.       | Ђани Москон       | + 22.14"   |
| 4.       | Алексис Гужар     | + 23.57"   |
| 5.       | Васил Кирјенка () | + 24.85"   |
| 6.       | Тони Мартин ()    | + 25.22"   |
| 7.       | Ив Лампар         | + 29.09"   |
| 8.       | Илнур Закарин ()  | + 31.32"   |
| 9.       | Примож Роглич ()  | + 31.66"   |
| 10.      | Крис Фрум         | + 34.33"   |

| Позиција | Возач              | Вријеме    |
| -------- | ------------------ | ---------- |
| 1.       | Том Димулен        | 24' 42.45" |
| 2.       | Тони Мартин ()     | + 32.04"   |
| 3.       | Ђани Москон        | + 34.49"   |
| 4.       | Алексис Гужар      | + 36.14"   |
| 5.       | Васил Кирјенка     | + 37.01"   |
| 6.       | Илнур Закарин ()   | + 38.08"   |
| 7.       | Крис Фрум ()       | + 41.58"   |
| 8.       | Примож Роглич ()   | + 42.00"   |
| 9.       | Ив Лампар ()       | + 42.95"   |
| 10.      | Нелсон Оливеира () | + 46.86"   |

| Позиција | Возач              | Вријеме      |
| -------- | ------------------ | ------------ |
| 1.       | Том Димулен        | 34' 29.53"   |
| 2.       | Васил Кирјенка ()  | + 40.24"     |
| 3.       | Ђани Москон        | + 40.34"     |
| 4.       | Алексис Гужар      | + 46.95      |
| 5.       | Нелсон Оливеира () | + 49.57"     |
| 6.       | Тони Мартин ()     | + 50.69"     |
| 7.       | Крис Фрум          | + 51.19"     |
| 8.       | Андриј Гривко ()   | + 55.12"     |
| 9.       | Примож Роглич ()   | + 01' 02.39" |
| 10.      | Никијас Арнт ()    | + 01' 04.05" |